# Международный аэропорт имени Чатрапати Шиваджи

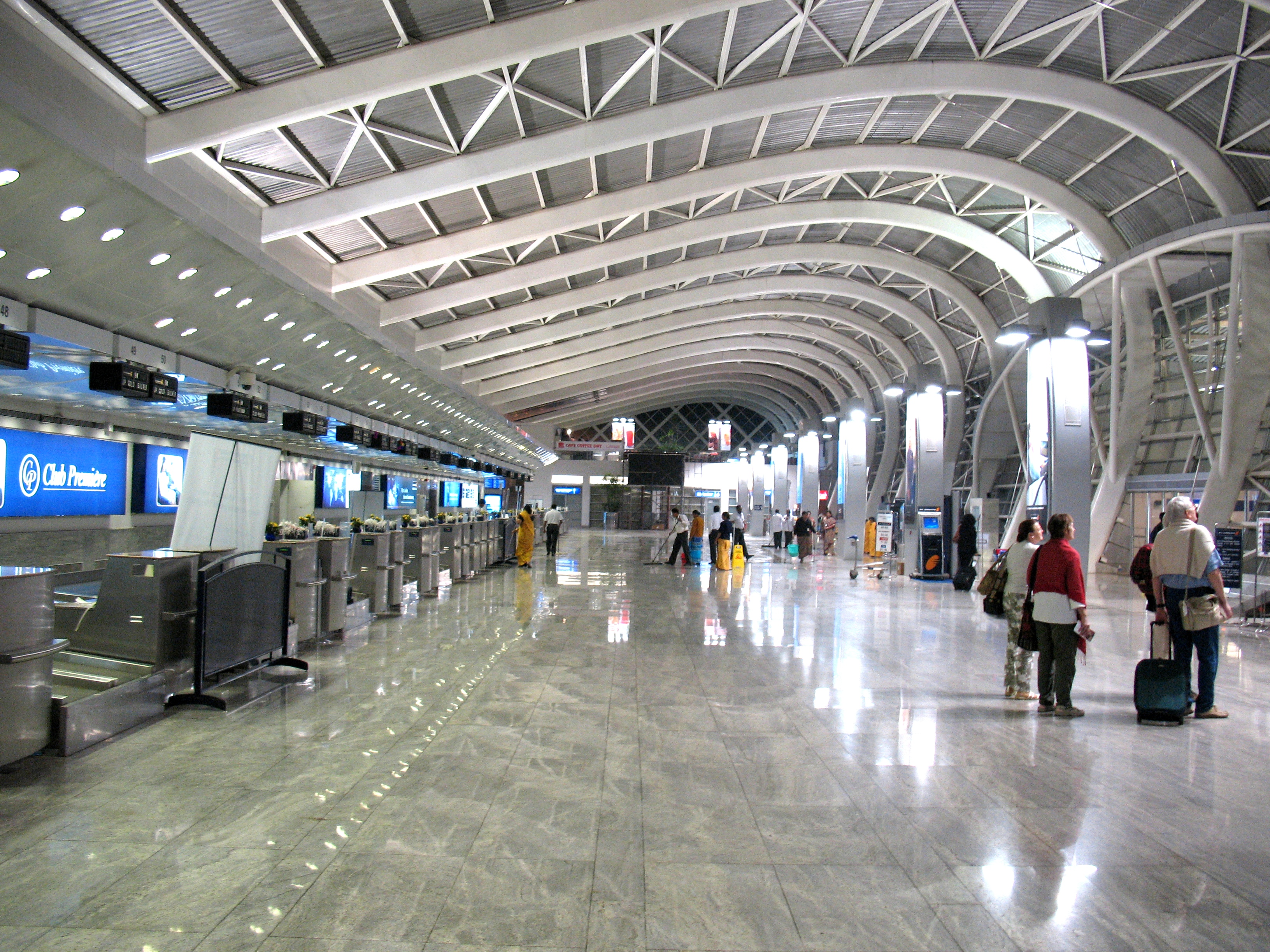
Международный аэропорт Мумбаи

Международный аэропорт имени Чатрапати Шиваджи (маратхи छ्त्रपती शिवाजी अंतरराष्ट्रीय विमानतळ, англ. Chhatrapati Shivaji International Airport) (ИАТА: BOM, ИКАО: VABB), бывший Международный аэропорт Сахар, расположен в Мумбаи, Махараштра, Индия.
Аэропорт имеет два терминала и общую площадь 5,9 км², это самый крупный в Индии авиационный хаб, который обслуживает мегаполис Мумбаи. Ранее терминалы носили названия Сахар (международный) и Санта-Круз (внутренний). Аэропорт был переименован в честь известного полководца маратхов XVII века, национального героя Индии Чатрапати Шиваджи.

## История
База ВВС RAF Santa Cruz использовалась Индийскими королевскими ВВС (RIAF) во время Второй мировой войны, а в 1950-х (после провозглашения независимости Индии) была передана гражданским властям Индии. Первоначально аэропорт носил название Санта-Круз по названию местности. В 1980-е годы в аэропорту Санта-Круз был введён в эксплуатацию новый международный терминал, находящийся в местности Сахар. Даже сегодня внутренние терминалы 1-A и 1-B называют терминалами Санта-Круз, а международный — Сахар.

## Статистика

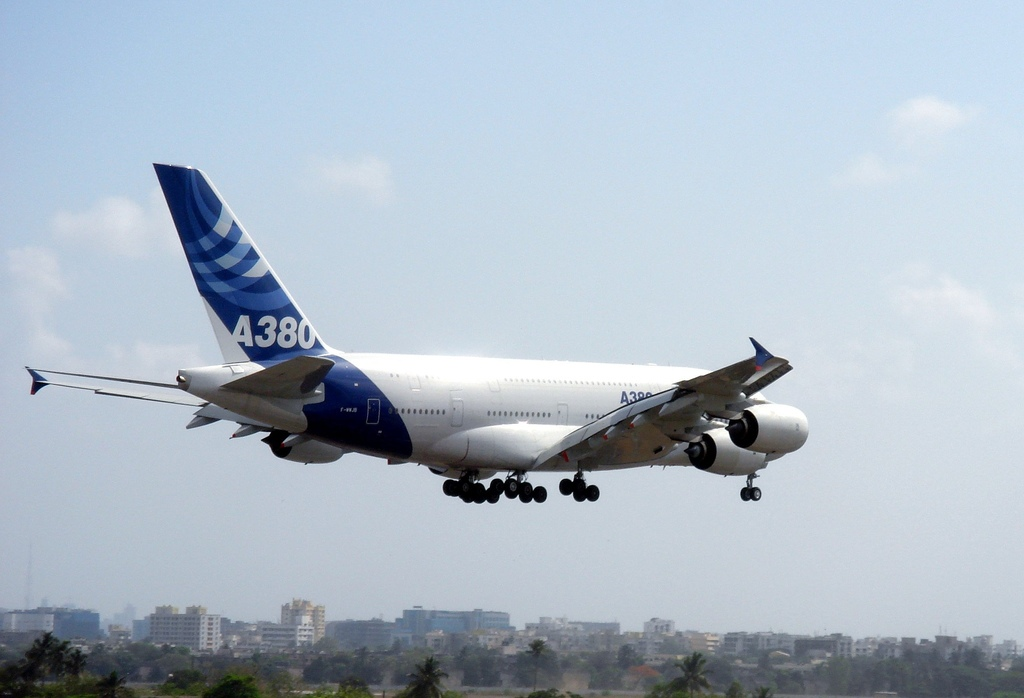
Airbus A380, самый большой пассажирский самолёт в мире, приземляется в аэропорту Мумбаи

Аэропорт Мумбаи является крупнейшим на Индийском субконтиненте. Рейс Мумбаи-Дели является седьмым по загрузке внутренним рейсом в мире в расчёте количества рейсов в неделю. Наряду с делийским Международным аэропортом имени Индиры Ганди аэропорт Мумбаи является крупнейшими международными воздушными воротами Индии, в нём обслуживается 46 иностранных авиакомпаний. Это основной хаб Air India, а также второй хаб многих других авиакомпаний, включая Indian Airlines, Jet Lite, GoAir, Air Deccan, SpiceJet, IndiGo Airlines и Kingfisher Airlines. Максимума международный трафик достигает поздно ночью, внутренние рейсы начинаются с 10:00. Тем не менее, по крайней мере 45 % трафика аэропорта приходится на промежуток с 10:00 до 18:30.
Аэропорт Мумбаи вместе с аэропортами Дели, Ченнай и Бангалор обслуживает 50 % пассажирооборота аэропортов Индии. В течение 11 месяцев с апреля 2006 года по февраль 2007 года аэропорт Мумбаи обслужил 180,000 взлётов-посадок и свыше 20 млн пассажиров, в том числе на местных рейсах 13.56 млн и на международных — 6.73 млн. По сравнению с 2005—2006 годами отмечен рост перевозок на 21,28 %.

## Здания аэропорта

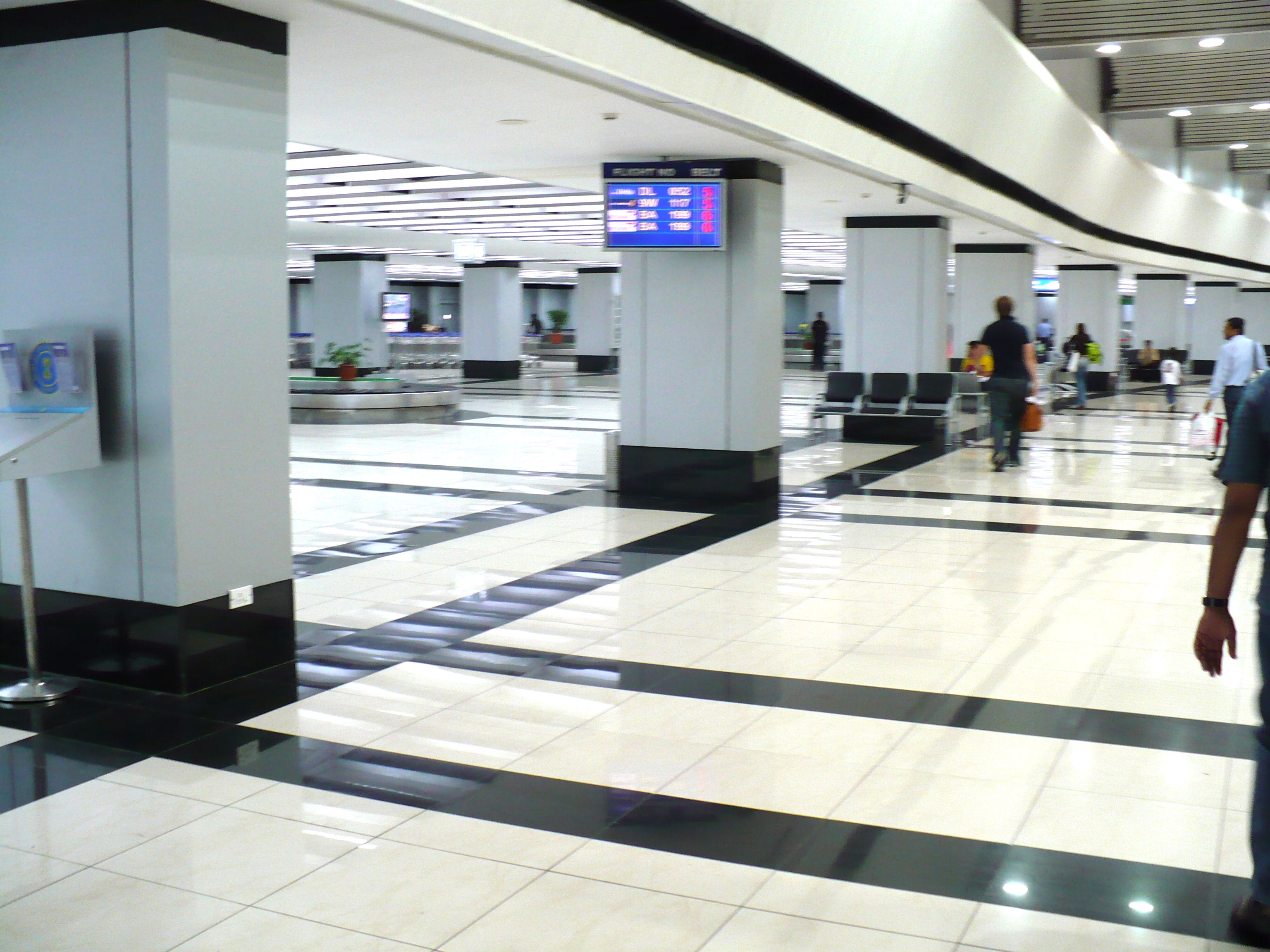
Терминал 2

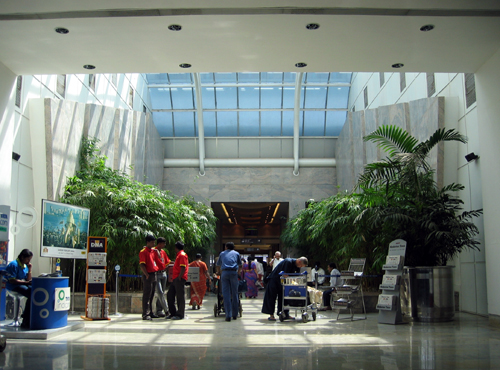
Терминал 1B, зал вылета

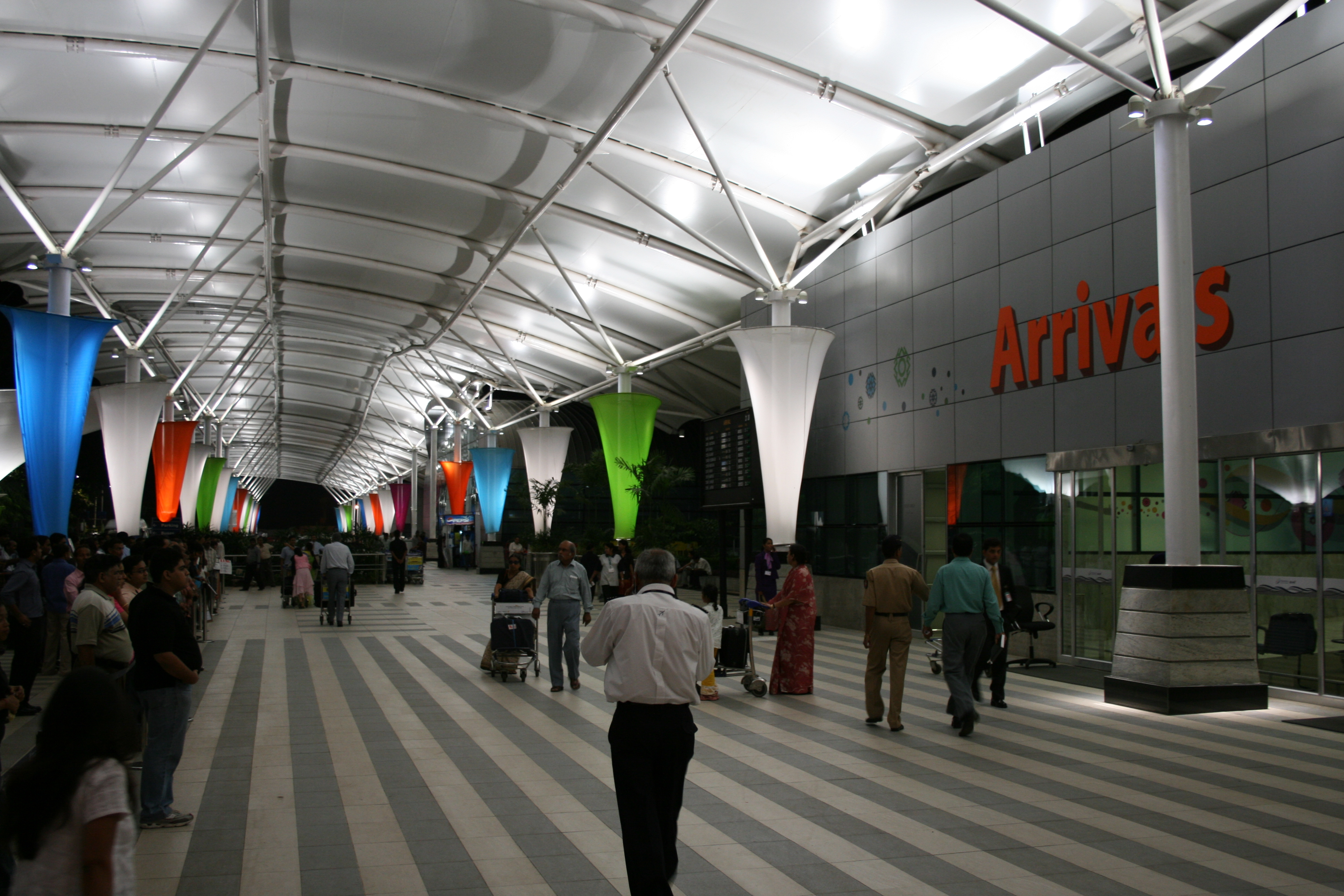
Терминал прибытия местных рейсов

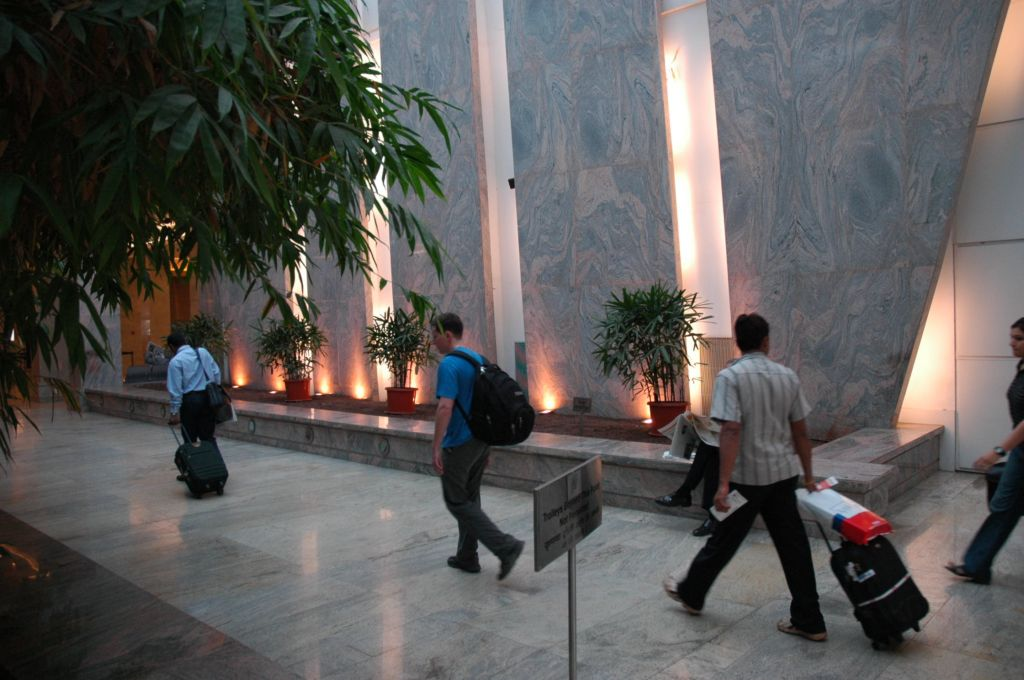
Терминал 1B

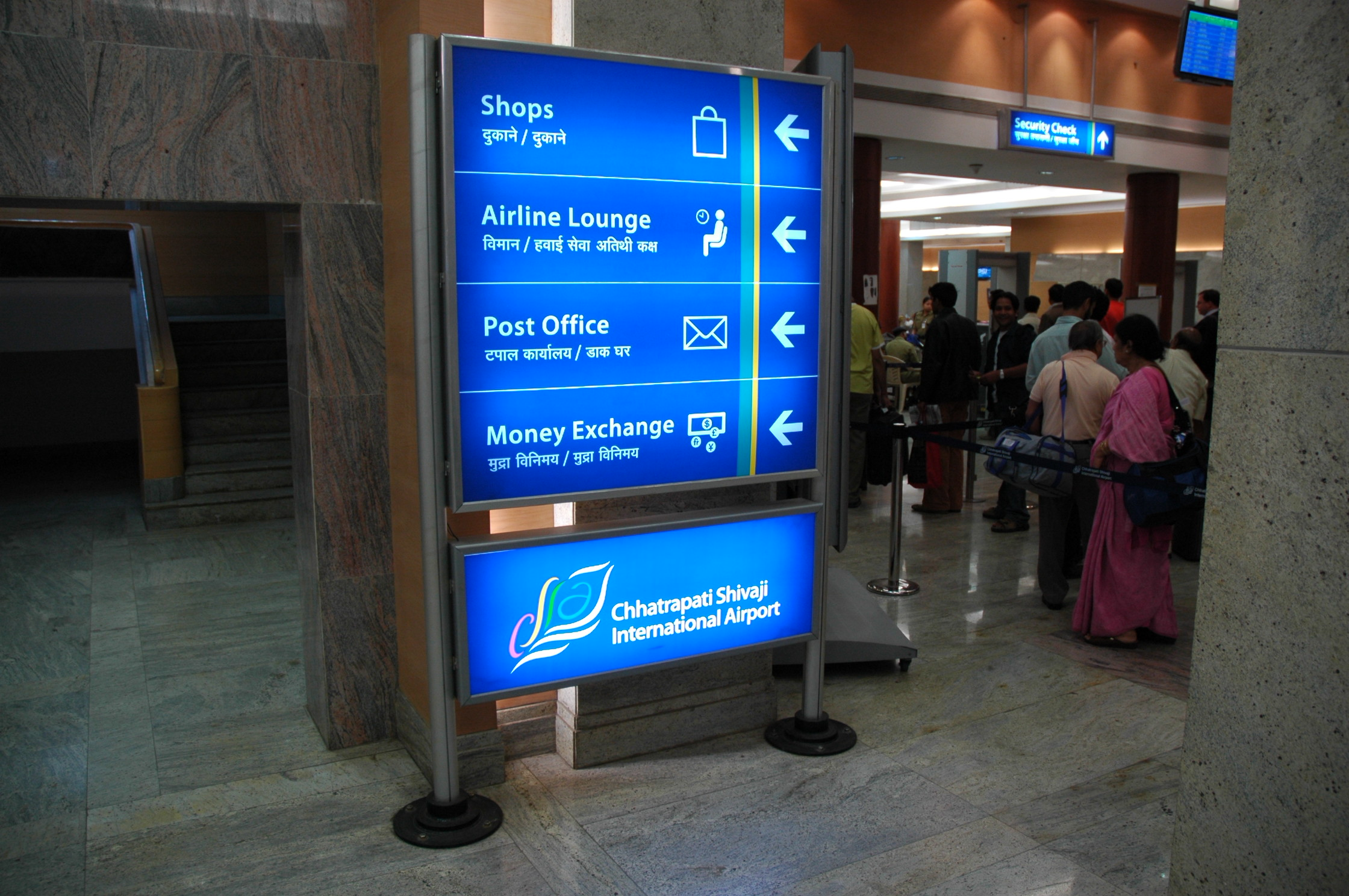

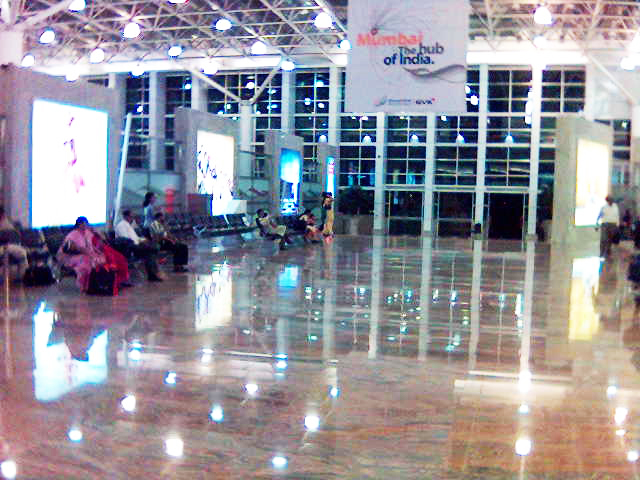
Зал прибытия

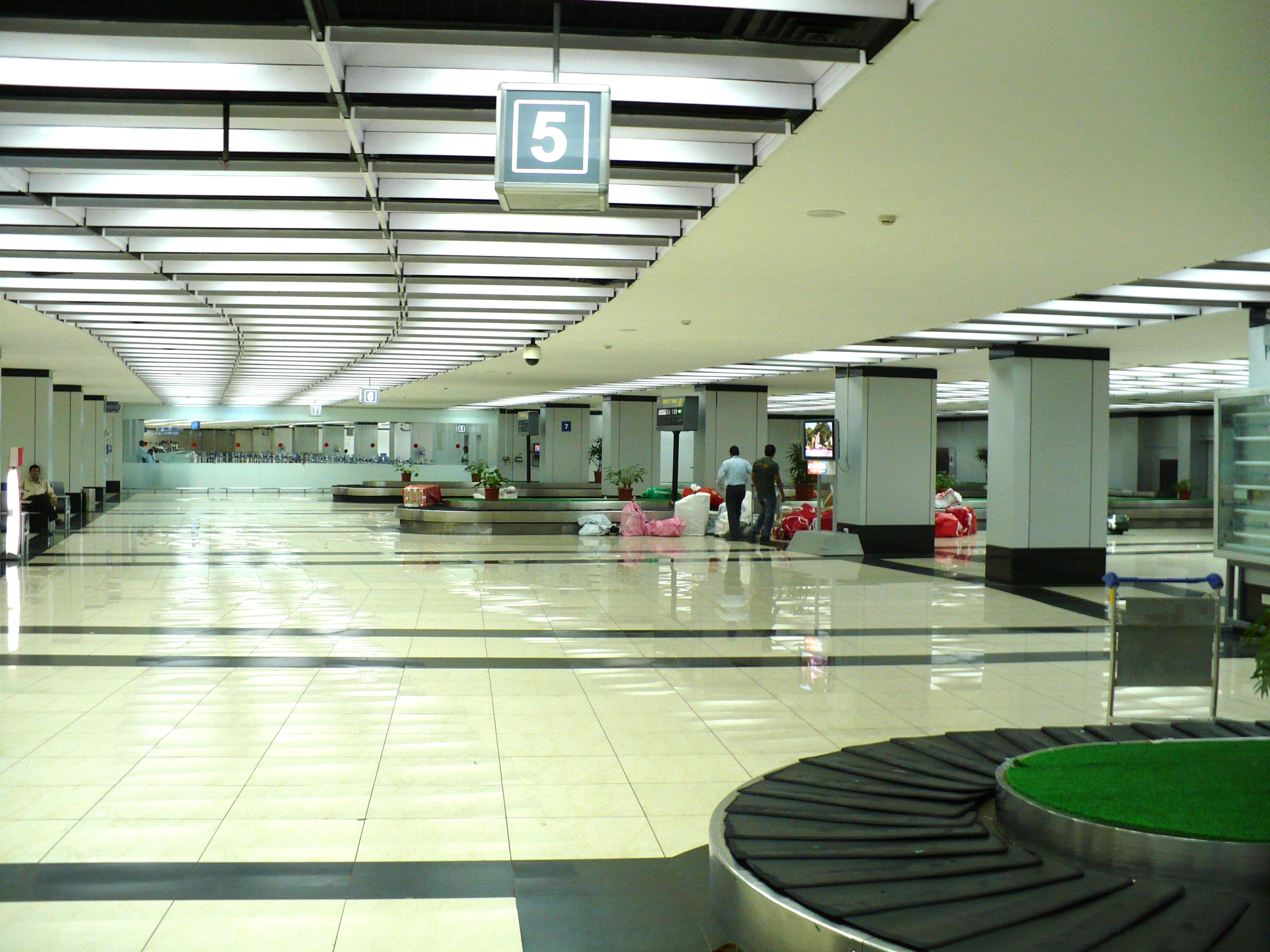
Багажное отделение

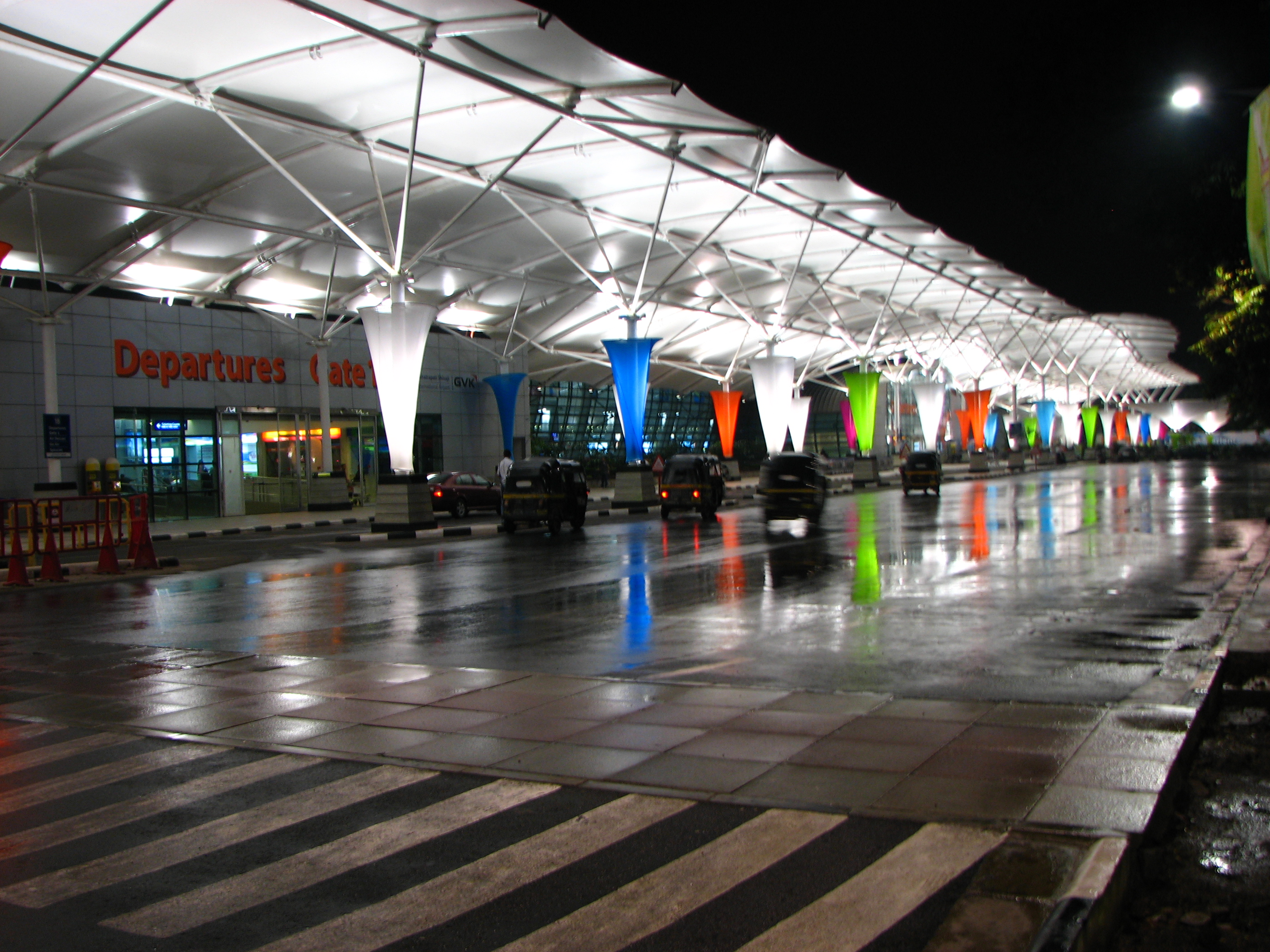
Зал прибытия

Аэропорт состоит из двух основных терминалов: Терминала 1 (другое название — Санта-Круз) для внутренних рейсов и Терминала 2 (другое название — Сахар) для международных рейсов. Эти терминалы используют одни и те же мощности на аэродроме, но физически разделены, для того, чтобы пассажир переехал из одного терминала в другой, требуется 10-15 минут. Управление гражданской авиации Индии обеспечивает функционирование шаттла терминалами для транзитных пассажиров. Терминал 1 разделён на Терминал 1-A, открытый в апреле 1992, и обслуживающий подразделения Air India Indian Airlines и Air India Regional, а также Kingfisher Airlines. Терминал 1-B обслуживает SpiceJet, Air Deccan, GoAir, IndiGo Airlines и другие частные местные авиакомпании. Терминал 2, спроектированный Aéroports de Paris и открытый в январе 1981, сегодня является Терминалом 2-A. Первоначальный комплекс, состоящий из стоянок самолётов 41-46, а именно выходов 3-8, был оборудован первыми в Индии телетрапами; он обслуживает большую часть авиакомпаний, в то время как Терминал 2-C, открытый в октябре 1999, — только Air India, Air-India Express и те перевозчики, которые пользуются наземными службами Air India. Терминал 2-B функционировал с сентября 1986 по октябрь 1999 и обслуживал Air India и связанные с ней авиакомпании до открытия 2-C. Терминал 2-B снова используется, так как 2-A закрывается на реконструкцию.
В аэропорту Мумбаи две пересекающиеся взлётно-посадочные полосы, ориентированные 09/27 и 14/32. Полоса 14/32, длиной 2925 м, расположена между Терминалами 1 и 2, а главная полоса 09/27 длиной 3445 м (первоначально — 3489 м) — к югу от зданий терминалов. Курсо-глиссадная система (ILS) установлена на каждую из полос, полоса 27 сертифицирована по CAT2. С 1 января 2006 обе взлётно-посадочные полосы использовались одновременно в течение трёх часов утром с 05:30 до 08:30. Не исключено, что опыт эксперимента будет распространён и на ночное время. Использование полосы 14/32 связано с рядом проблем, причиной которых послужило неудобное расположение полосы относительно небезопасных объектов и ограничения при визуальном заходе на посадку

### Модернизация
Mumbai International Airport Limited (MIAL), консорциум GVK Industries Ltd. (GVK) и Airports Company South Africa (ACSA), получили заказ на модернизацию аэропорта Мумбаи в феврале 2006. MIAL должна обеспечить повышение комфорта для пассажиров и работу в терминалах. Была проведена переподготовка персонала.
Дизайн и интерьер аэропорта разрабатывались, главным образом, аргентинской студией дизайна Steinbranding, имевшей подобный опыт в аэропортах Эсейса в Буэнос-Айресе и Звартноц в Ереване.

### Генеральный план
В октябре 2006 года MIAL обнародовал генеральный план развития аэропорта, который предусматривал расширение и модернизацию инфраструктуры, что позволит увеличить пропускную способность аэропорта до 40 млн пассажиров в год и 1 млн тонн груза к 2010 году. Отдельные здания внутреннего и международного терминалов будут объединены в одном большом здании существующего международного терминала, а терминал внутренних авиалиний будет конвертирован в грузовой терминал.
Работы будут проводиться в два этапа:
- Предварительная Стадия — проведение необходимых предварительных мероприятий. Они должны быть закончены в 2008 году и будут включать:
  - Восстановление и строительство в Терминале 2
  - Обновление Терминала 1A, что позволит модернизировать и расширить средства обслуживания, такие как стойки регистрации и мощности по посадке пассажиров на самолёты
  - Организация и создание временных грузовых мощностей
  - Модернизация средств обслуживания взлётно-посадочной полосы, строительство скоростных сходов с рулёжных дорожек для увеличения пропускной способности взлётно-посадочной полосы
  - Увеличение наземной инфраструктуры, в частности строительство многоэтажных паркингов
- Этап 1, который должен быть завершён к 2010 году, включает:
  - Строительство нового здания терминала (T2) в зоне кейтеринга нынешнего Терминала 2 для международных и внутренних рейсов
  - Строительство автострады к шоссе Western Express Highway до Терминала 2
  - Улучшение средств управления движением, включая новый контрольно-диспетчерский пункт и строительство параллельной рулёжной дорожки
  - Развитие инфраструктуры обслуживания пассажиров
  - Строительство новых грузовых мощностей
  - Строительство Терминала 1C (в 2009)

Характеристики инфраструктуры обновлённого аэропорта:
| Инфраструктура     | Ожидаемая мощность                      | Существующая мощность                  |
| ------------------ | --------------------------------------- | -------------------------------------- |
| Стоянки самолётов  | 106 (67 рядом с терминалом, 39 дальних) | 92 (19 рядом с терминалом, 73 дальних) |
| Телетрапы          | 51                                      | 19                                     |
| Стойки регистрации | 316                                     | 182                                    |
| Паркинг            | 12000                                   | 3600                                   |

Новые рулёжные дорожки предполагают скоростной сход с взлётно-посадочной полосы, что увеличит её пропускную способность. MIAL планирует установить централизованную систему управления внутренними и международными рейсами, дисплеи которой будут находиться в обоих терминалах. Планируется улучшение системы управления воздушным движением (ATC) и зоны перрона. Будет создан централизованный колл-центр для предоставления информации о рейсах.
Bharti Airtel предоставляет бесплатный сервис Wi-Fi в аэропорту.
Разработан проект нового международного терминала в Международно аэропорту имени Чатрапати Шиваджи. После его ввода в эксплуатацию пропускная способность аэропорта составит 40 млн пассажиров в год. Этот терминал будет использоваться одновременно для местных и международных рейсов, он будет функционировать 24 часа в сутки.
Результат проекта реконструкции:
Срок завершения: 2014
Территория: 4,843,759 кв. фт.
Высота здания: 45 м
Количество крупных магазинов: 4

## Транспорт

### Внутри аэропорта
- Бесплатный шаттл между внутренним и международным терминалами
- Предоплаченный сервис такси между внутренним и международным терминалами

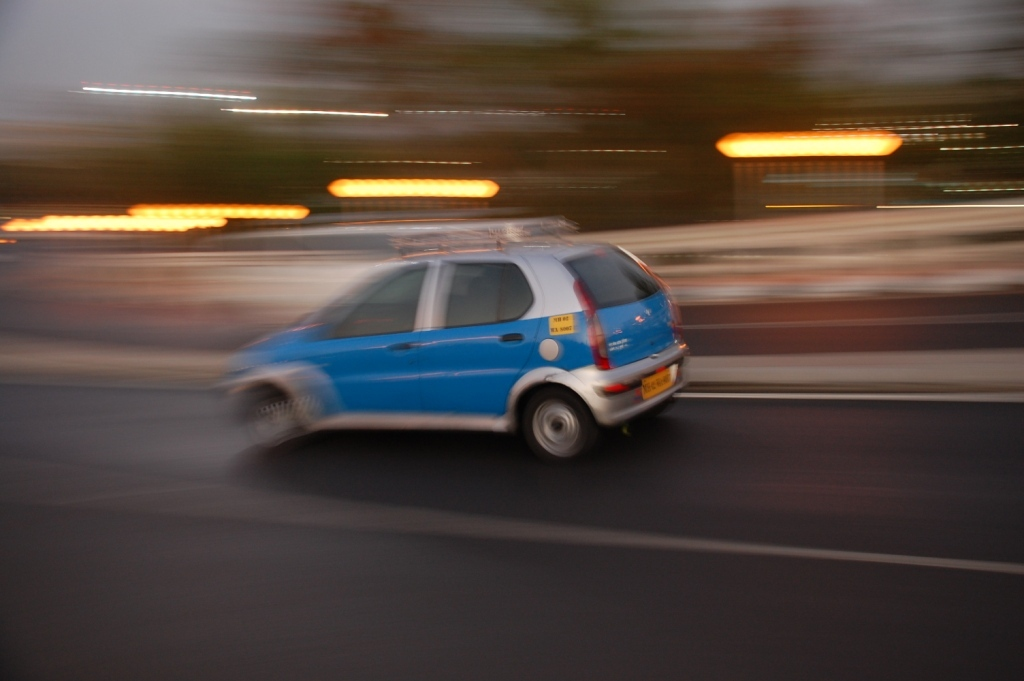
Cool Cab в Мумбаи

### В Мумбаи
- Предоплаченный таксикэб
- Meter taxis
- Cool Cabs
- Авторикша
- Пригородная железная дорога
- автобус BEST
- аренда машины

## Авиакомпании и назначения

### Терминал 1 — внутренние рейсы

#### Терминал 1A
| Airlines            | Назначения\|  |
| ------------------- | ------------- |
| Air India           | местные рейсы |
| Kingfisher Airlines | местные рейсы |

#### Терминал 1B
| Airlines       | Назначения\|  |
| -------------- | ------------- |
| GoAir          | местные рейсы |
| IndiGo         | местные рейсы |
| Kingfisher Red | местные рейсы |
| SpiceJet       | местные рейсы |

#### Терминал 1C
(Строится. Планируется открытие в 2009 году.)

### Терминал 2 — международные рейсы

#### Терминал 2A
(Идёт реконструкция)

#### Терминал 2B
| Airlines                                 | Назначения\|                                                                |
| ---------------------------------------- | --------------------------------------------------------------------------- |
| Air Arabia                               | Шарджа                                                                      |
| Air India                                | Ахмедабад, Бангкок, Калькутта, Ченнай, Кочин, Дубай, Кувейт, Мускат, Шарджа |
| All Nippon Airways (оператор Air Nippon) | Токио-Нарита                                                                |
| Austrian Airlines                        | Вена [до 1 марта]                                                           |
| British Airways                          | Лондон-Хитроу                                                               |
| Cathay Pacific                           | Бангкок, Дубай, Гонконг                                                     |
| Delta Air Lines                          | Атланта                                                                     |
| El Al                                    | Тель-Авив                                                                   |
| Etihad Airways                           | Абу-Даби                                                                    |
| Finnair                                  | Хельсинки                                                                   |
| Gulf Air                                 | Бахрейн                                                                     |
| Iran Air                                 | Тегеран-Имам Хомейни                                                        |
| Jazeera Airways                          | Дубай, Кувейтt                                                              |
| Kenya Airways                            | Найроби                                                                     |
| Kuwait Airways                           | Кувейт                                                                      |
| Lufthansa                                | Франкфурт, Мюнхен                                                           |
| Oman Air                                 | Мускат                                                                      |
| Pakistan International Airlines          | Карачи                                                                      |
| Qantas                                   | Сидней                                                                      |
| Qatar Airways                            | Доха                                                                        |
| Saudi Arabian Airlines                   | Даммам, Джедда, Медина, Риад                                                |
| SriLankan Airlines                       | Коломбо, Карачи                                                             |
| Swiss International Airlines             | Цюрих                                                                       |
| Turkish Airlines                         | Стамбул-ататюрк                                                             |
| Virgin Atlantic Airways                  | Лондон-Хитроу                                                               |

#### Терминал 2C
| Airlines                   | Назначенияs\| |
| -------------------------- | --- |
| Аэрофлот                   | Москва-Шереметьево (прекращен с 29 марта 2009 г.) |
| Air France                 | Париж-Шарль де Голль |
| Air India                  | Абу-Даби, Ахмедабад, Бангалор, Калькутта, Ченнай, Чикаго-О’Хара, Кочин, Даммам, Дели, Дубай, Франкфурт, Гонконг, Хайдарабад, Джедда, Кувейт, Лондон-Хитроу, Найроби, Нью-Йорк-JFK, Ньюарк, Осака-Кансай, Париж-Шарль де Голль, Риад, Шанхай-Пудун, Сингапур, Токио-Нарита, Тривандрум |
| Air India Express          | Ахмедабад, Бахрейн, Калькутта, Ченнай, Нагпур, Тривандрум |
| Air Mauritius              | Маврикий |
| Air Seychelles             | Мале, Сейшельские острова (с 1 декабря) |
| Egypt Air                  | Каир, Куала-Лумпур |
| Emirates                   | Дубай |
| Ethiopian Airlines         | Аддис-Абеба |
| Korean Air                 | Сеул-Инчхон |
| Malaysia Airlines          | Куала-Лумпур |
| Royal Jordanian Airlines   | Амман |
| Sama Airlines              | Даммам |
| Singapore Airlines         | Сингапур |
| Thai Airways International | Бангкок |
| Yemenia                    | Аден, Сана |

### Грузовые авиакомпании
| Air France Cargo         | Air India Cargo             |
| Atlas Air                |                             |
| Blue Dart Aviation       | British Airways World Cargo |
| Cargoitalia              | Cathay Pacific Cargo        |
| DHL Aviation             | FedEx Express               |
| Emirates SkyCargo        | Ethiopian Airlines Cargo    |
| Euro Cargo Air           | EVA Air Cargo               |
| Gemini Air Cargo         | Great Wall Airlines         |
| Jett8 Airlines Cargo     | Korean Air Cargo            |
| Lufthansa Cargo          | MIDEX Cargo                 |
| Qatar Airways Cargo      | Shanghai Airlines Cargo     |
| Singapore Airlines Cargo | Sri Lankan Airlines Cargo   |
| TNT Airways              | UPS Airlines                |
| World Airways Cargo      |                             |